# Alan Turing
Alan Mathison Turing, OBE, FRS ([ˈtjʊ(ə)rɪŋ]) (n. 23 iunie 1912, Greater London, Anglia, Regatul Unit al Marii Britanii și Irlandei – d. 7 iunie 1954, Wilmslow⁠(d), Anglia, Regatul Unit) a fost un informatician, matematician, logician, criptanalist, filosof și maratonist britanic. A fost o personalitate deosebit de influentă în dezvoltarea informaticii, aducând o formalizare a conceptelor de „algoritm” și „computație⁠(en)[traduceți]” cu mașina Turing, care poate fi considerată un model de calculator generic. Turing este considerat a fi părintele informaticii și inteligenței artificiale teoretice.
În timpul celui de al Doilea Război Mondial, Turing a lucrat pentru Government Code and Cypher School (GC&CS)⁠(en)[traduceți] la Bletchley Park, centrul de criptanaliză al Regatului Unit. O vreme, a condus Hut 8⁠(en)[traduceți],  secțiunea responsabilă de criptanaliza mesajelor codificate ale Marinei Germane. A pus la punct mai multe tehnici de spargere a cifrurilor germane, între care îmbunătățiri aduse metodei poloneze interbelice bombe⁠(en)[traduceți], o mașină electromecanică ce putea găsi setări ale mașinii Enigma. Rolul-cheie jucat de Turing în decodificarea mesajelor interceptate le-a permis Aliaților să-i învingă pe naziști în mai multe lupte importante, precum Bătălia Atlanticului; se estimează că activitatea echipei de la Bletchley Park a scurtat războiul în Europa cu doi până la patru ani.)
După război, a lucrat la National Physical Laboratory⁠(en)[traduceți], unde a proiectat ACE⁠(en)[traduceți], unul dintre primele proiecte de calculator cu program stocat. În 1948, Turing a mers să lucreze cu Max Newman⁠(en)[traduceți] la Laboratorul de Computing de la Universitatea din Manchester⁠(en)[traduceți], unde a contribuit la dezvoltarea  calculatoarelor Manchester⁠(en)[traduceți] și a devenit interesat de biologia matematică. A scris un articol despre bazele chimice ale morfogenezei⁠(en)[traduceți] și a anticipat descoperirea reacțiilor chimice oscilatoare⁠(en)[traduceți] cum ar fi reacția Belousov-Jabotinski, observată pentru prima oară în anii 1960.
În 1952, Turing a fost judecat pentru homosexualitate, pe când acest comportament sexual era încă incrimnat în Regatul Unit. A acceptat un tratament cu injecții de estrogen (castrare chimică⁠(en)[traduceți]) drept alternativă la închisoare. Turing a murit în 1954, cu 16 zile înainte de a împlini 42 de ani, în urma otrăvirii cu cianură. O anchetă a determinat drept cauză a morții sinuciderea; mama sa și alții cred că a fost un accident. În 2009, în urma unei campanii desfășurate pe Internet, primul ministru britanic Gordon Brown a prezentat scuze publice în numele guvernului britanic pentru „modul îngrozitor în care a fost tratat”. Regina Elisabeta a II-a l-a grațiat postum în 2013.

## Începutul vieții și educația

### Familia
Turing s-a născut în Paddington⁠(d), Londra, în timp ce tatăl său, Julius Mathison Turing (1873–1947), era în permisie din postul său de la Indian Civil Service⁠(en)[traduceți] (ICS) de la Chhatrapur⁠(en)[traduceți], Provincia Bihar și Orissa⁠(en)[traduceți], din India Britanică. Tatăl lui Turing era fiul unui cleric dintr-o familie scoțiană de negustori care operau în Țările de Jos și aveau printre ei și un baronet. Mama lui Turing, soția lui Julius, era Ethel Sara (născută Stoney; 1881–1976), fiica lui Edward Waller Stoney, inginer-șef al Căilor Ferate din Madras⁠(en)[traduceți]. Familia Stoney era o familie de vază în rândul protestanților anglo-irlandezi din comitatele Tipperary și Longford, iar Ethel însăși își petrecuse copilăria mai mult în comitatul Clare.
Lucrul în ICS a adus familia în India Britanică, unde bunicul său fusese general în Armata Bengalului⁠(en)[traduceți]. Atât Julius cât și Ethel doreau însă să-și crească copiii în Anglia, așa că s-au mutat în Maida Vale⁠(en)[traduceți], Londra, unde s-a născut Turing la 23 iunie 1912, așa cum înregistrează o plachetă comemorativă pusă pe peretele exterior al casei natale, care ulterior a devenit Hotelul Colonnade⁠(en)[traduceți]. A avut un frate mai mare, John (tatăl lui Sir John Dermot Turing, al 12-lea baronet Turing).
Serviciul civil al tatălui său era încă în desfășurare în primii ani de viață ai lui Alan și, în copilăria sa, părinții lui Turing au călătorit între Hastings în Anglia și India, lăsând cei doi copii în grija familiei unui pensionar militar. La Hastings, Turing a trăit la Baston Lodge, Upper Maze Hill, St Leonards⁠(d), astăzi și ea marcată cu o plachetă comemorativă.
Încă din fragedă copilărie, Turing a dat semne ale geniului care avea mai târziu să se manifeste ulterior. Părinții săi au cumpărat în 1927 o casă în Guildford, iar Turing venea acolo în vacanțele școlare. Și această clădire are o placă comemorativă.

### Școala
La șase ani, părinții l-au înscris pe Turing la St Michael's, o școală de zi cu sediul la numărul 20 pe Charles Road, St Leonards⁠(d). Învățătoarea i-a recunoscut talentul de timpuriu, talent pe care îl vor remarca și alți profesori ai săi. În 1926, la 13 ani, a trecut la Sherborne School⁠(en)[traduceți], o școală independentă bine cunoscută din târgușorul Sherborne din Dorset. Prima zi a sa de școală a coincis cu greva generală din 1926⁠(en)[traduceți] din Regatul Unit, dar el era așa de hotărât să meargă încât a plecat neînsoțit cu bicicleta, parcurgând tot drumul de peste 100 km de la Southampton la Sherborne, oprind peste noapte la un han.
Înclinația naturală a lui Turing către matematică și științe nu i-a adus respectul unora dintre profesorii săi de la Sherborne, a căror definiție a educației punea accent mai mult pe umanioare. Directorul său a scris părinților: „sper să nu cadă între două luntre. Dacă trebuie să rămână într-o școală publică, atunci trebuie să-și propună să devină educat. Dacă trebuie să fie doar un specialist în științe, atunci își pierde timpul într-o școală publică”. Cu toate acestea, Turing a continuat să dea dovadă de abilități remarcabile în domeniile care îi plăceau, rezolvând probleme avansate în 1927 fără a fi studiat nici măcar elemente de analiză matematică. În 1928, la 16 ani, Turing a întâlnit operele lui Albert Einstein; nu doar că le-a înțeles, ci a și extrapolat faptul că Einstein pune în discuție legile de mișcare ale lui Newton dintr-un text în care nu se exprima această idee explicit.

### Christopher Morcom
La Sherborne, Turing a format o importantă prietenie cu colegul său Christopher Morcom, care a fost descris ca „prima iubire” a lui Turing. Relația lor a inspirat viitoarele relații ale lui Turing, dar a fost scurtată de moartea lui Morcom în februarie 1930 în urma unor complicații de la o tuberculoză bovină⁠(en)[traduceți] contractată după ce băuse lapte de vacă infectat cu câțiva ani în urmă.

Turing a suferit mult din această cauză. Și-a înecat durerea în muncă, lucrând și mai asiduu la interesele sale științifice și matematice pe care le împărtășea cu Morcom. Într-o scrisoare adresată mamei lui Morcom, Turing scria: 
Sunt sigur că nu aș fi putut găsi nicăieri un alt tovarăș atât de strălucit și totuși atât de fermecător și lipsit de aroganță. Am privit interesul meu pentru muncă, și pentru lucruri ca astronomia (în care el m-a introdus) ca ceva ce trebuia împărtășit cu el și cred că și el simțea puțin la fel pentru mine ... știu că trebuie să pun cât mai multă energie, dacă nu la fel de mult interes în munca mea ca și cum el ar mai fi în viață, pentru că asta și-ar dori el să fac.

S-au făcut speculații cum că moartea lui Morcom ar fi fost cauza faptului că Turing era ateu și materialist. În acest moment în viață el se pare că încă credea în concepte ca spiritul independent de corp și nemuritor. Într-o scrisoare ulterioară, adresată tot mamei lui Morcom, Turing spunea: 
Personal, cred că spiritul este de fapt etern legat de materie, dar sigur nu de același fel de trup ... în ce privește natura legăturii între spirit și trup, consider că trupul [poate] ține un «spirit», cât timp trupul este viu și treaz cele două sunt strâns legate. Când trupul doarme, nu pot ghici ce se întâmplă, dar când trupul moare, «mecanismul» trupului care ține spiritul dispare și spiritul găsește un alt corp mai devreme sau mai târziu, poate imediat.

### Universitatea și lucrările în domeniul calculabilității
După Sherborne, Turing a studiat la King's College, Cambridge⁠(en)[traduceți], de unde a dobândit mari onoruri în matematică. În 1935, la frageda vârstă de 22 de ani, a fost ales fellow⁠(en)[traduceți] la King's în urma unei disertații în care a demonstrat teorema limită centrală⁠(en)[traduceți], deși nu știa că ea fusese demonstrată deja în 1922 de Jarl Waldemar Lindeberg⁠(en)[traduceți].
În 1928, matematicianul german David Hilbert atrăsese atenția asupra Entscheidungsproblem (problemei deciziei). În lucrarea sa de referință „Despre numere calculabile, cu aplicații la problema deciziei” („On Computable Numbers, with an Application to the Entscheidungsproblem”; depusă la 28 mai 1936 și susținută la 12 noiembrie), Turing a reformulat rezultatele lui Kurt Gödel din 1931 asupra limitelor demonstrației și computației, înlocuit limbajul formal universal al lui Gödel, pe baze aritmetice, cu instrumentele ipotetice formale și simple ce aveau să fie denumite mașini Turing. El a demonstrat că o astfel de mașină va fi capabilă să efectueze orice calcul matematic posibil dacă acesta este reprezentabil sub forma unui algoritm. El a demonstrat mai departe și că nu există o soluție la problema deciziei, arătând mai întâi că problema opririi⁠(en)[traduceți] pentru mașini Turing este nedecidabilă: în general, nu se poate decide algoritmic dacă o mașină Turing se va opri sau nu vreodată.

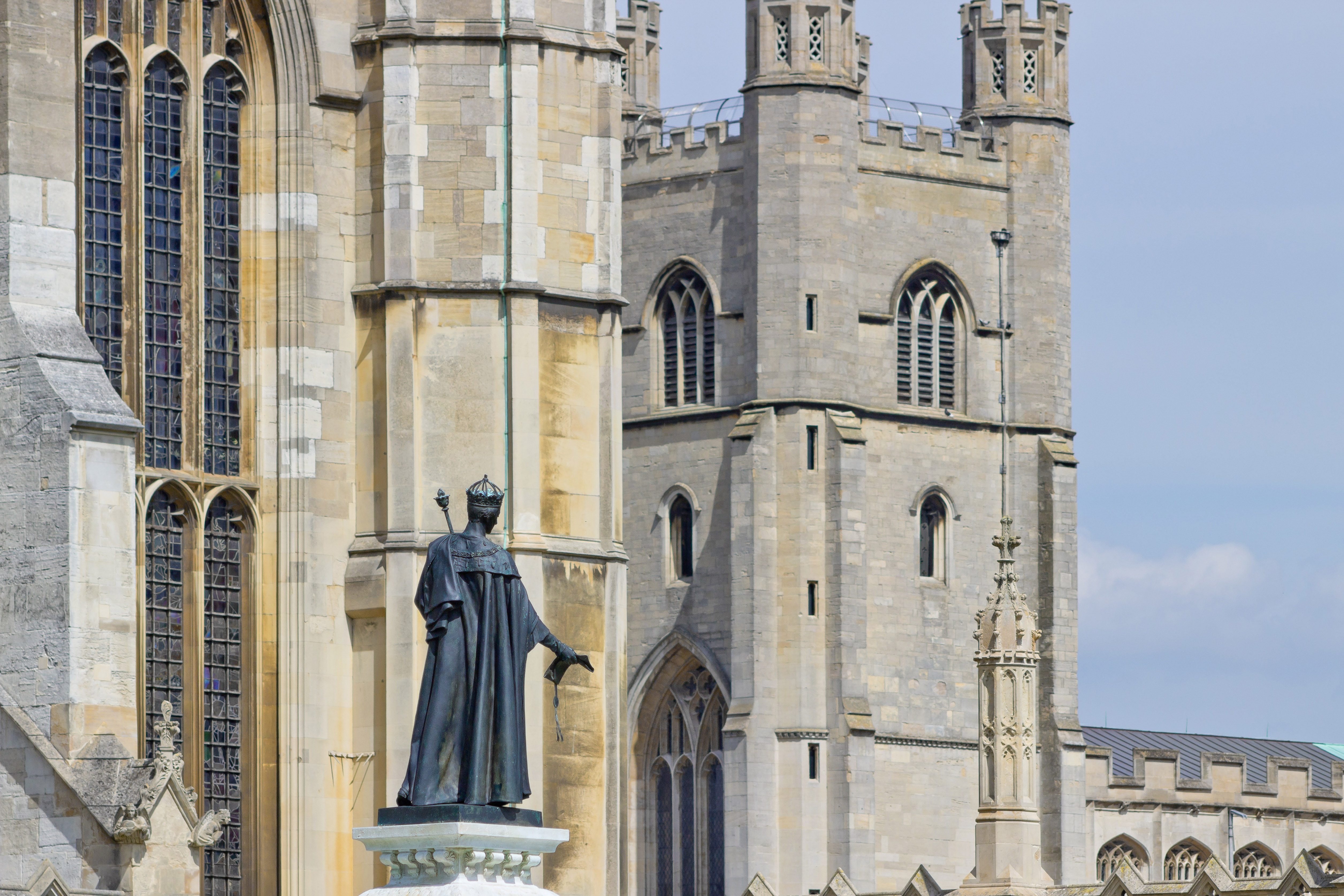
en, unde sala computerelor este numită după Turing, care a devenit student aici în 1931 și fellow în 1935

Deși demonstrația lui Turing a fost publicată la scurt timp după o demonstrație echivalentă a lui Alonzo Church care a dezvoltat și a folosit calculul lambda⁠(en)[traduceți], Turing nu cunoștea lucrarea lui Church. Abordarea lui Turing este considerabil una mai accesibilă și mai intuitivă decât a lui Church. Ea era și una inovatoare prin noțiunea de „mașină universală” (acum denumită mașină Turing universală), cu ideea că o astfel de mașină poate efectua ce poate efectua orice altă mașină de calcul sau, cu alte cuvinte, ea este demonstrabil capabilă de a calcula orice este calculabil. Von Neumann a recunoscut că conceptul central al calculatorului modern se datorează acestei lucrări. Mașinile Turing sunt și în ziua de azi obiect central de studiu în teoria computației.
Din septembrie 1936 până în 1938, Turing și-a petrecut mare parte din timp studiind cu Church la Universitatea Princeton. Pe lângă activitatea sa pur matematică, el a studiat și criptologia și a construit trei din patru niveluri ale unui multiplicator binar electromecanic. În iunie 1938, și-a obținut doctoratul de la Princeton; disertația sa, Sisteme de logică pe bază de ordinali⁠(en)[traduceți], a introdus conceptul de logică ordinală⁠(en)[traduceți] și noțiunea de calcul relativ⁠(en)[traduceți], în care mașinile Turing sunt dotate și cu așa-numite „oracole”, permițând studiul unor probleme ce nu pot fi rezolvate cu o mașină Turing.

## Cariera și cercetările
La întoarcerea la Cambridge, a participat la cursurile ținute în 1939 de Ludwig Wittgenstein despre fundamentele matematicii⁠(en)[traduceți]. Cursurile au fost reconstituite complet, cu tot cu intervențiile lui Turing și ale altor studenți, din notițele studenților. Turing și Wittgenstein a polemizat, Turing apărând formalismul, iar Wittgenstein promovând ideea sa că matematica nu descoperă adevăruri absolute, ci mai degrabă le inventează. A început să lucreze și part-time la Government Code and Cypher School (GC&CS)⁠(en)[traduceți] („Școala Guvernamentală de Coduri și Cifruri”).

### Criptanaliza
În timpul celui de-al Doilea Război Mondial, Turing a fost un important participant la eforturile depuse la Bletchley Park pentru a sparge cifrurile germane. Istoricul și criptanalistul din timpul războiului Asa Briggs⁠(en)[traduceți] spunea: „era nevoie de talent excepțional, era nevoie de geniu la Bletchley și Turing a fost acel geniu”.
Din septembrie 1938, Turing lucra part-time la GC&CS⁠(en)[traduceți], organizația britanică de criptanaliză. El s-a concentrat pe criptanaliza mașinii Enigma, împreună cu Dilly Knox⁠(en)[traduceți], un criptanalist senior de la GC&CS. Curând după întâlnirea de la Varșovia din iulie 1939 în care Biroul Polonez de Cifruri⁠(en)[traduceți] a pus la dispoziție britanicilor și francezilor detaliile cablajelor rotoarelor mașinii Enigma și metoda lor de decriptare a mesajelor Enigma, Turing și Knox au început să lucreze la o abordare mai puțin fragilă a problemei. Metoda poloneză se baza pe procedura nesigură de schimb de chei prin intermediul așa-numitelor „indicatoare”, folosită de germani. Această procedură era susceptibilă de schimbare, ceea ce s-a și întâmplat în mai 1940. Abordarea lui Turing era mai generală, folosind atacuri cu text clar cunoscut (texte denumite de ei crib-uri) pentru care a produs specificația funcțională a mașinii bombe⁠(en)[traduceți] (o îmbunătățire a mașinii poloneze Bomba⁠(en)[traduceți]).

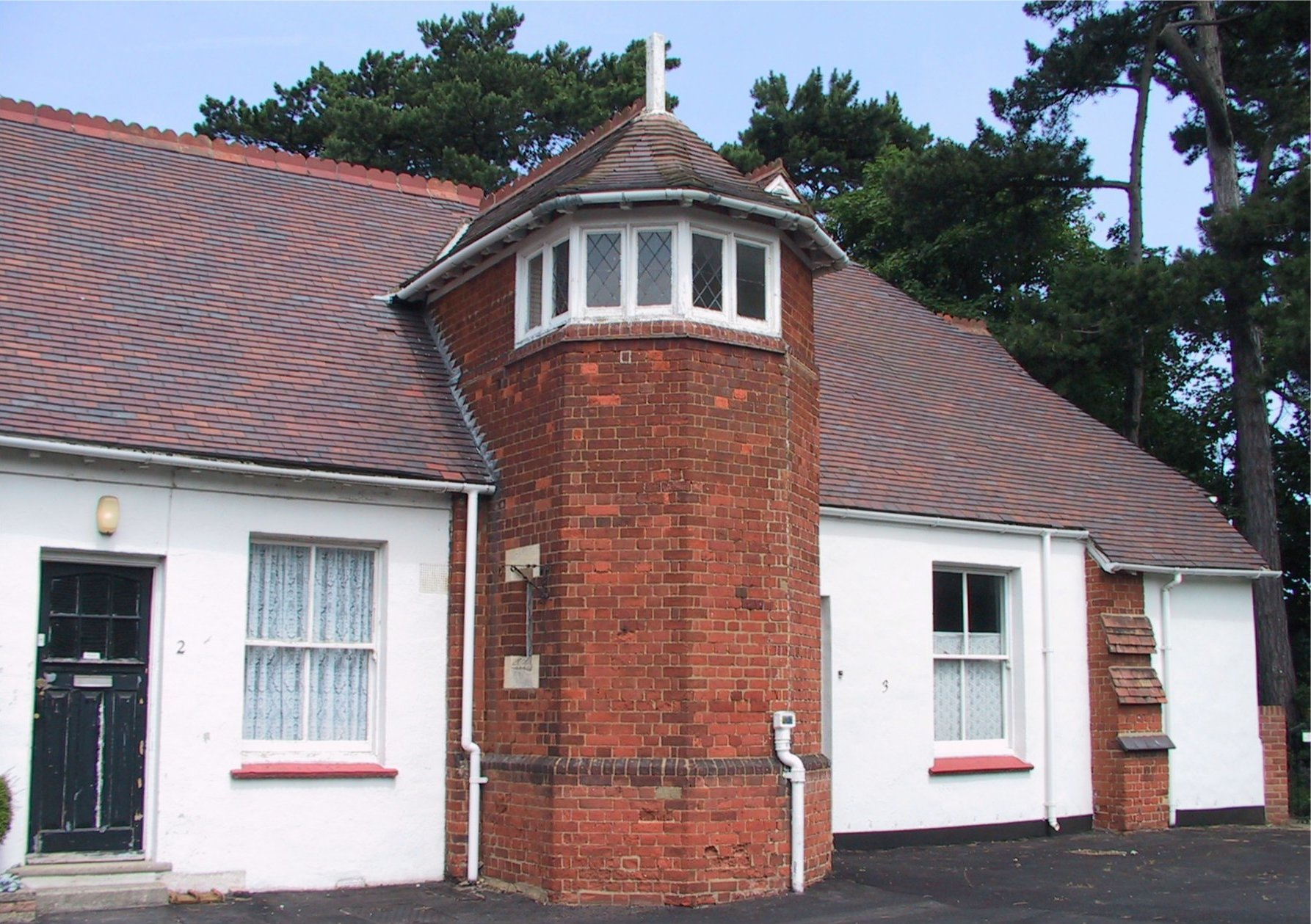
Două căsuțe în curtea grajdurilor de la Bletchley Park. Turing a lucrat aici în 1939 și 1940, înainte de a se muta la en.

La 4 septembrie 1939, a doua zi după ce Regatul Unit a declarat război Germaniei, Turing s-a prezentat la Bletchley Park, postul pe timp de război al GC&CS.
Specificația mașinii bombe a fost prima dintre cele cinci mari dezvoltări de criptanaliză realizate de Turing în timpul războiului. Celelalte au fost: deducerea procedurii de indicator utilizată de marina germană pentru schimbul de chei; dezvoltarea unui procedeu statistic de eficientizare a utilizării mașinii bombe, denumit Banburismus; dezvoltarea unui procedeu de determinare a setărilor rotițelor mașinii Lorenz SZ 40/42⁠(en)[traduceți] (Tunny), procedeu denumit Turingery⁠(en)[traduceți] și, spre sfârșitul războiului, dezvoltarea unui dispozitiv portabil de bruiaj pentru transmisii securizate de voce la Hanslope Park⁠(en)[traduceți], denumit Delilah.
Utilizând tehnici statistice de optimizare a testării diferitelor posibilități în procesul de criptanaliză, Turing a adus o contribuție inovativă în domeniu. El a scris două articole științifice în care discuta abordări matematice, cu titlurile Raport asupra aplicațiilor probabilităților în criptografie (în engleză Report on the applications of probability to cryptography) și Lucrare pe tema statisticii repetițiilor (în engleză Paper on statistics of repetitions), care au fost atât de valoroase pentru GC&CS și pentru succesoarea sa GCHQ⁠(en)[traduceți], încât nu au fost publicate în Arhivele Naționale⁠(en)[traduceți] decât în aprilie 2012, cu puțin timp înainte de centenarul nașterii sale. Un matematician de la GCHQ a afirmat la acea vreme că faptul că conținutul a fost restricționat timp de circa 70 de ani este o dovadă a importanței lor.
Turing avea o oarecare reputație de excentric la Bletchley Park. Era cunoscut colegilor cu porecla „Prof” și tratatul său despre Enigma era denumit „Cartea Profului”. Jack Good, criptanalist care a lucrat cu el, este citat de Ronald Lewin⁠(en)[traduceți] ca afirmând despre Turing:
„În prima săptămână din luna iunie a fiecărui an, făcea un atac grav de febra fânului, și venea pe bicicletă la serviciu cu o mască de gaz pe față ca să țină polenul departe. Bicicleta lui avea un defect: îi sărea lanțul la intervale regulate. În loc să o repare, el număra de câte ori făceau pedalele câte o tură și se dădea jos de pe bicicletă să aranjeze manual lanțul înainte ca acesta să sară. O altă excentricitate a lui a fost aceea că și-a legat cana cu lanțul de țeava de la calorifer ca să nu-i fie furată.”
Cât a lucrat la Bletchley, Turing, care era un talentat alergător de cursă lungă, alerga ocazional 64 km până la Londra când era chemat acolo la întâlniri de nivel înalt, și era capabil să obțină timpi comparabili cu maratoniștii de clasă mondială. Turing a dat probe pentru echipa olimpică britanică din 1948, dar nu a putut participa din cauza unei accidentări. Timpul obținut la probele pentru echipa de maraton a fost cu doar 11 minute mai mare decât cel obținut în cursa olimpică de medaliatul cu argint britanic Thomas Richards, de 2 ore și 35 de minute. Turing era cel mai bun alergător de la Walton Athletic Club, fapt remarcat după ce a depășit, alergând de unul singur, plutonul alergătorilor clubului.
În 1945, Turing a fost decorat cu Order of the British Empire de către regele George al VI-lea pentru serviciul din timpul războiului, dar detaliile activității sale au rămas mulți ani secrete.

### Mașina Bombe
La câteva săptămâni după ce a ajuns la Bletchley Park, Turing specificase deja o mașină electromecanică ce ar fi putut sparge codurile mașinii Enigma mai eficient ca bomba kryptologiczna⁠(en)[traduceți] poloneză, de la care își trage numele. Cu o îmbunătățire sugerată de matematicianul Gordon Welchman⁠(en)[traduceți], Bombe a devenit una dintre uneltele principale, și singura automată, de folosit pentru a ataca mesajele cifrate cu Enigma.
Jack Good opina:
„Cea mai importantă contribuție a lui Turing, cred eu, a fost partea lui din designul bombei, mașina de criptanaliză. El a avut ideea că poți să folosești, practic, o teoremă din logică ce sună oarecum absurd pentru cineva fără pregătire; anume aceea că dintr-o contradicție poți să deduci totul.”

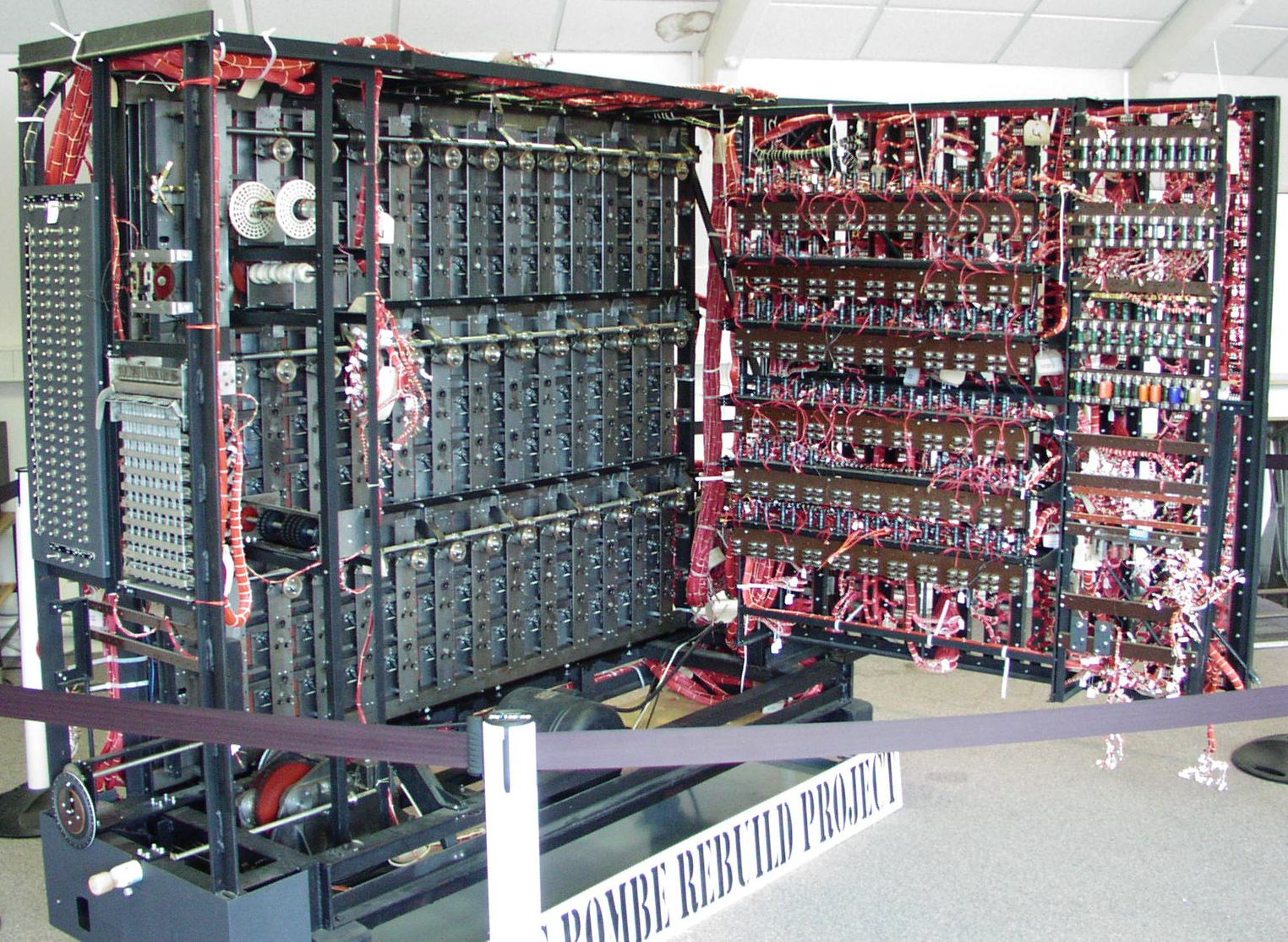
Replică completă și funcțională a mașinii en la Centrul Național pentru Coduri de la Bletchley Park

Bombe căuta setări posibil corecte de utilizat pentru un mesaj Enigma (de exemplu, ordinea rotoarelor, setările rotoarelor și cablajele tabloului de prize), folosind un atac cu text clar cunoscut, domeniu în care Turing a inventat termenul de crib, folosit și astăzi pentru textul clar utilizat în atac. Pentru fiecare setare posibilă a rotoarelor (care era una dintr-un număr de ordinul a 1019 stări, sau chiar 1022 pentru varianta mașinii cu patru rotoare de pe submarine), bombe efectua un lanț de deducții logice implementate electric, pe baza cribului. Bombe detecta că are loc o contradicție și elimina acea setare, trecând la următoarea. Majoritatea setărilor posibile produceau contradicții și se înlăturau, lăsând doar câteva să fie investigate în detaliu. Prima bombe a fost instalată la 18 martie 1940.
Până la sfârșitul lui 1941, Turing și colegii săi criptanaliști Gordon Welchman, Hugh Alexander⁠(en)[traduceți] și Stuart Milner-Barry⁠(en)[traduceți] erau frustrați. Pe baza muncii strălucite a polonezilor⁠(en)[traduceți], ei puseseră la punct un sistem funcțional de decriptare a semnalelor mașinii Enigma, dar aveau la dispoziție doar câțiva oameni și câteva mașini, neavând timp să traducă toate semnalele. În vară, obținuseră succese considerabile, iar pierderile marinei comerciale scăzuseră sub 100.000 de tone pe lună, dar erau încă pe muchie de cuțit. Aveau mare nevoie de resurse suplimentare pentru a face față îmbunătățirilor aduse de germani. Încercaseră să obțină mai mulți oameni și să finanțeze mai multe mașini bombe prin canalele obișnuite, dar acestea nu îi duceau nicăieri. În cele din urmă, încălcând toate regulile, la 28 octombrie i-au scris direct lui Churchill explicându-i dificultățile lor, Turing fiind primul semnatar. Ei au arătat cât de mici sunt nevoile lor comparativ cu vastele cheltuieli de capital uman și financiar pentru forțele armate, și comparativ cu nivelul de asistență pe care îl poate aduce acea mică investiție efortului de război în ansamblul său.
Cum avea să scrie și Andrew Hodges⁠(en)[traduceți], biograful lui Turing, „această scrisoare a avut un efect electric.” Churchill a scris o notă către generalul Ismay în care scria: „ACȚIONAȚI CHIAR ASTĂZI. Asigurați-vă că au tot ce le trebuie, cu prioritate extremă și raportați-mi că s-a făcut.” La 18 noiembrie, șeful serviciului secret raporta că toate măsurile posibile au fost luate. Criptografii de la Bletchley Park nu știau de răspunsul primului ministru, dar Milner-Barry își amintea că „tot ce am observat a fost că aproape din chiar acea zi, toate obstacolele au început ca prin minune să dispară din calea noastră.” La sfârșitul războiului, erau în funcțiune peste două sute de mașini bombe.

### Hut 8 și Mașina Enigma navală
Turing s-a hotărât să abordeze deosebit de dificila problemă a mașinii Enigma navale „pentru că nimeni altcineva nu făcea nimic în privința ei și puteam să o am numai pentru mine”. În decembrie 1939, Turing a rezolvat partea esențială a sistemului de indicatori ai mașinii criptografice a Marinei Germane, care era mai complex decât cele utilizate de alte servicii. Tot atunci, a conceput ideea de Banburismus, o tehnică statistică secvențială (denumită ulterior de Abraham Wald analiză secvențială⁠(en)[traduceți]) pentru a-l asista la spargerea Enigmei navale, „deși nu eram sigur că va funcționa în practică, și de fapt nici n-am fost sigur până când nu a început să funcționeze în unele zile”. Pentru aceasta, el a inventat o măsură a ponderii unui indiciu, măsură denumită de el ban⁠(en)[traduceți]. Banburismus putea elimina anumite secvențe de rotoare Enigma, reducând substanțial timpul necesar testării lor pe mașini bombe.
Turing a călătorit în Statele Unite în noiembrie 1942 și a lucrat cu criptanaliștii Marinei SUA la Enigma navală și la construcția de mașini bombe la Washington. A vizitat Laboratorul de Mașini de Calcul al Marinei Americane de la Dayton, Ohio. Reacția sa la vederea proiectelor americane pentru mașini bombe a fost departe de a fi unul entuziast:
„ Mare păcat că s-au chinuit atâta să construiască o mașină care să facă toate aceste opriri dacă nu e nevoie. Acum am devenit convins că, luând de la capăt designului unei Bombe, metoda asta e cam la fel de bună ca a noastră. Programul americanilor era să producă 336 de Bombe, câte una pentru fiecare ordine a roților. Îmi râdeam gândindu-mă că un test (de comutatoare) în niciun caz nu poate fi considerat concludent câtă vreme ei nu testează să găsească saltul cu dispozitive electronice de găsire a opririi.”
În această călătorie, a ajutat și la Bell Labs la dezvoltarea de dispozitive de securizare a comunicațiilor de voce. S-a întors la Bletchley Park în martie 1943. În absența sa, Hugh Alexander⁠(en)[traduceți] preluase oficial poziția de șef al Hut 8, deși Alexander avea de facto aceste atribuții de mai mult timp—întrucât Turing nu era interesat de activitățile cotidiene de administrare a secțiunii. Turing a devenit consultant general pe teme de criptanaliză la Bletchley Park.
Alexander scria astfel despre contribuția lui Turing:
„Nu trebuie sa existe nicio urmă de îndoială pentru nimeni că activitatea lui Turing a fost cel mai mare factor al succesului Hut 8. În primele zile, el a fost singurul criptograf care considera că problema merită abordată și nu doar că a fost principalul responsabil pentru munca teoretică principală din Hut dar a și împărțit cu Welchman⁠(en)[traduceți] și cu Keen⁠(en)[traduceți] meritele principale pentru inventarea [mașinii] Bombe. Este întotdeauna greu de spus despre cineva că este absolut indispensabil, dar dacă exista cineva indispensabil la Hut 8, acela era Turing. Munca de pionierat întotdeauna tinde să fie uitată când experiența și rutina fac ulterior să pară totul ușor și mulți dintre noi, cei de la Hut 8, simțeam că magnitudinea contribuției lui Turing nu a fost niciodată înțeleasă pe deplin de lumea din afară.”

### Turingery
În iulie 1942, Turing a pus la punct o tehnică denumită Turingery⁠(en)[traduceți] (sau, în glumă Turingismus) de folosit împotriva mesajelor criptate cu cifrul Lorenz⁠(en)[traduceți] produse de noua mașină germană Geheimschreiber. Aceasta era o teleimprimantă cu o mașină cu rotoare, denumită codificat la Bletchley Park Tunny, atașată. Turingery era o metodă de spargerea roților, adică de identificare a setărilor roților dințate ale mașinii Tunny. El a pus și echipa de decriptare a lui Tunny în legătură cu Tommy Flowers⁠(en)[traduceți] care, sub îndrumarea lui Max Newman⁠(en)[traduceți], avea să construiască calculatorul Colossus, unul dintre primele calculatoare electronice digitale programabile, care a înlocuit o mașină anterioară mai simplă (Heath Robinson⁠(en)[traduceți]), și a cărei viteză superioară a permis aplicarea utilă tehnicilor statistice de decriptare. S-a afirmat în mod greșit că Turing ar fi fost o contribuție-cheie la designul calculatorului Colossus. Turingery și abordarea statistică a procedeului Banburismus au contribuit, fără îndoială, ca factori externi la gândirea criptanalizei cifrului Lorenz, dar el nu a fost direct implicat în dezvoltarea lui Colossus.

### Delilah
În urma muncii depuse la Bell Labs în SUA, Turing a continuat să urmărească ideea cifrării electronice a vocii în sistemul de telefonie, și în ultima parte a războiului, a lucrat pentru Serviciul de Securitate Radio al Serviciului Secret (Radio Security Service, ulterior HMGCC⁠(en)[traduceți]) de la Hanslope Park⁠(en)[traduceți]. Acolo, și-a dezvoltat și mai mult cunoștințele de electronică cu ajutorul inginerului Donald Bayley. Împreună, ei au proiectat și au construit o mașină de securizare a comunicațiilor prin voce, cu numele de cod Delilah. Ea nu avea însă capacitatea de a efectua transmisiuni radio pe distanțe lungi și, în orice caz, Delilah a fost terminată prea târziu pentru a fi utilizată în război. Deși sistemul era funcționa perfect, Turing chiar făcând oficialilor o demonstrație criptând și decriptând o înregistrare a unui discurs al lui Winston Churchill, Delilah nu a trecut în utilizarea pe scară largă.

### Primele calculatoare și Testul Turing

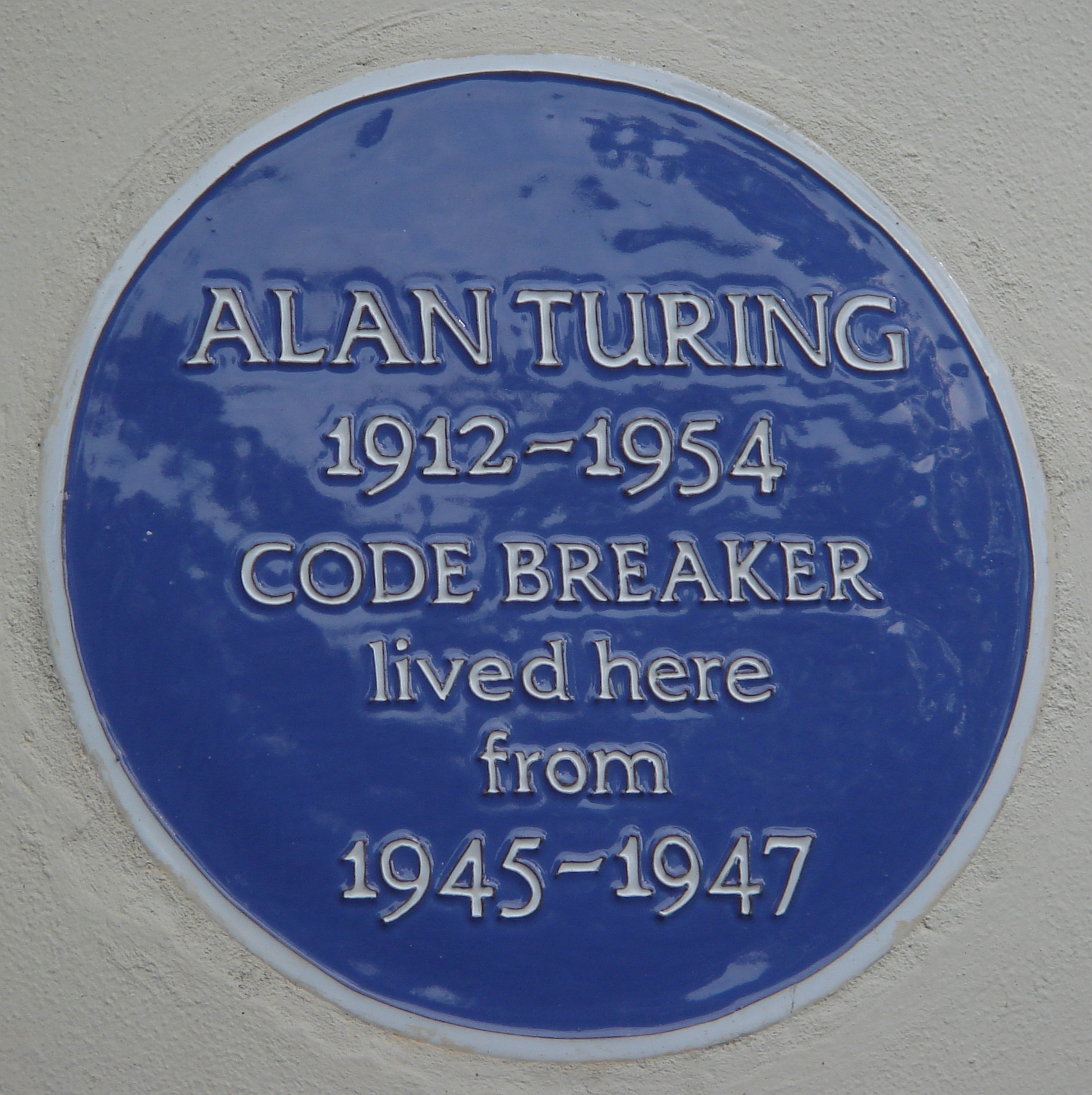
Placheta de la 78 High Street, Hampton

Între 1945 și 1947, Turing a trăit în Hampton, Londra în timp ce a lucrat la proiectul ACE⁠(en)[traduceți] (Automatic Computing Engine) de la Laboratorul Național de Fizică din Regatul Unit⁠(en)[traduceți] (National Physical Laboratory, NPL). La 19 februarie 1946, a prezentat o lucrare în care dădea primul design detaliat al unui calculator cu program stocat⁠(en)[traduceți]. Textul „First Draft of a Report on the EDVAC⁠(en)[traduceți]” al lui Von Neumann era anterior lucrării lui Turing, dar era mult mai puțin detaliat și, după cum spune John R. Womersley⁠(en)[traduceți], superintendent al Diviziei de Matematică de la NPL, „conține mai multe idei care aparțin dr. Turing”. Deși ACE era un proiect fezabil, secretul din jurul activității din timpul războiului de la Bletchley Park a condus la întârzieri ale demarării lui, iar Turing a devenit deziluzionat. La sfârșitul lui 1947 s-a întors la Cambridge pentru un an sabatic în care a produs o operă deschizătoare de drumuri despre Mașini inteligente, lucrare ce nu a fost publicată în timpul vieții sale. În timp ce se afla la Cambridge, Pilot ACE⁠(en)[traduceți] era construit în absența sa și a executat primul său program la 10 mai 1950. Deși versiunea completă a calculatorului ACE al lui Turing nu a fost niciodată implementată, mai multe calculatoare din toată lumea îi datorează multe, cum ar fi English Electric DEUCE⁠(en)[traduceți] și Bendix G-15⁠(en)[traduceți] din SUA.
Conform memoriilor pionierului german al calculatoarelor Heinz Billing⁠(en)[traduceți] de la Institutul Max Planck pentru Fizică⁠(en)[traduceți], publicat de Genscher, Düsseldorf (1997), a existat o întâlnire între Alan Turing și Konrad Zuse. Ea ar fi avut loc la Göttingen în 1947, sub forma unui colocviu, cu participarea lui Womersley⁠(en)[traduceți], Turing, Porter din Anglia și a unor cercetători germani, între care Zuse, Walther și Billing.
În 1948, Turing a fost numit „lector principal⁠(en)[traduceți]” (rang academic) în cadrul Departamentului de Matematică⁠(en)[traduceți] al Universității din Manchester⁠(en)[traduceți]. În 1949, a devenit director adjunct al Laboratorului de Calcul de acolo, lucrând la software pentru unul dintre primele calculatoare cu program stocat— Manchester Mark 1. În această perioadă, el a continuat să efectueze studii mai abstracte de matematică, și în „Computing machinery and intelligence” (Mind, octombrie 1950), Turing a abordat problema inteligenței artificiale și a propus un experiment numit de el „jocul imitației” și astăzi denumit testul Turing, o încercare de a defini un standard de îndeplinit de o mașină pentru a putea fi considerată „inteligentă”. Ideea lui era că un calculator va putea fi considerat că „gândește” dacă poate purta o conversație coerentă cu un om care, numai din conversație, nu își va putea da seama dacă vorbește cu un om sau cu o mașină. În lucrarea sa, Turing sugera că, în loc să construiască un program care să simuleze mintea unui om adult, ar fi mai bine să se construiască unul mai simplu, care să simuleze mintea unui copil, și care să fie apoi învățat. O formă inversă de test Turing este folosită pe scară largă sub forma CAPTCHA — un test prin care o persoană poate ușor demonstra unui calculator că este om și nu un alt calculator.
În 1948, lucrând cu fostul său coleg de facultate D. G. Champernowne⁠(en)[traduceți], Turing a început să scrie un program de jucat șah pentru un calculator. Până în 1950, programul fusese terminat și poreclit Turbochamp. În 1952, el a încercat să-l implementeze pe un Ferranti Mark 1⁠(en)[traduceți] dar, din cauza alimentării slabe cu energie, calculatorul nu a reușit să-l execute. Turing a jucat însă un joc în care a simulat calculatorul, efectuând circa o mutare la o jumătate de oră. Jocul a fost înregistrat. Programul a pierdut în fața colegului lui Turing, Alick Glennie⁠(en)[traduceți], deși s-a spus ca ar fi câștigat un joc împotriva soției lui Champernowne.
Testul Turing a fost o contribuție semnificativă, caracteristic provocatoare și de durată la dezbaterea pe tema inteligenței artificiale, ce continuă de peste o jumătate de secol.
Turing a inventat și factorizarea LU⁠(en)[traduceți] în 1948, metodă astăzi utilizată la rezolvarea de ecuații matriceale.

### Formarea de șabloane și biologia matematică
În 1951, când avea 39 de ani, Turing s-a îndreptat spre biologia matematică, publicând în cele din urmă opera sa de căpătâi „The chemical basis of morphogenesis⁠(d)” în ianuarie 1952. El era interesat de morfogeneză⁠(d), dezvoltarea de șabloane și forme în organismele biologice. Printre altele, el voia să înțeleagă filotaxia Fibonacci, adică apariția numerelor Fibonacci în structurile plantelor. El a sugerat că un sistem de substanțe chimice care reacționează între ele și se difuzează prin spațiu, denumit sistem reacție-difuzie⁠(d), ar putea explica „principalele fenomene ale morfogenezei”. El a folosit sisteme de ecuații cu derivate parțiale pentru a modela reacții chimice catalitice. De exemplu, dacă este nevoie de un catalizator A pentru ca o anumită reacție chimică să aibă loc, și dacă reacția produce și mai mult catalizator A, atunci spunem că reacția este autocatalitică, și există o reacție pozitivă care poate fi modelată prin ecuații diferențiale neliniare. Turing a descoperit că formele pot fi create dacă reacția chimică produce nu doar catalizatorul A, ci și un inhibitor B care încetinește producția lui A. Dacă A și B difuzează apoi prin mediu cu viteze diferite, atunci ar putea apărea unele regiuni unde domină A și altele unde domină B. Pentru a face calculele pe marginea acestei ipoteze, Turing ar fi avut nevoie de un calculator puternic, dar acestea nu erau disponibile în 1951, așa că a trebuit să folosească aproximări liniare pentru a rezolva ecuațiile manual. Aceste calcule au dat rezultatele calitative corecte și au produs, de exemplu, un amestec uniform care avea pete roșii fixe spațiate regulat. Biochimistul rus Boris Belousov⁠(d) efectuase experimente cu rezultate similare, dar nu-și putea publica articolele din cauza prejudecăților de la acea vreme cum că asemenea rezultate ar încălca legea a doua a termodinamicii. Belousov nu a aflat însă despre articolul publicat de Turing în Philosophical Transactions of the Royal Society.
Deși publicată înainte ca structura și rolul ADN-ului să fie cunoscute, munca lui Turing în domeniul morfogenezei rămâne relevantă și astăzi, și este considerată o operă de referință în biologia matematică. Una dintre primele aplicații ale articolului lui Turing a fost în lucrarea lui James Murray care explica petele și dungile de pe blana felinelor, mari și mici. Alte cercetări în domeniu sugerează că lucrarea lui Turing poate explica parțial creșterea „penelor, foliculilor de păr, șablonul de ramificare a plămânilor și chiar și asimetria stânga-dreapta care face ca inima să stea în partea stângă a pieptului.” În 2012, Sheth, et al. au constatat că la șoareci, înlăturarea genelor Hox produce o creștere a numărului de degete fără o creștere a dimensiunii totale a membrului, sugerând că genele Hox controlează formarea degetelor prin reglarea lungimii de undă a unui mecanism de tip Turing. Articolele științifice ulterioare nu au fost disponibile până la publicarea Collected Works of A. M. Turing în 1992.

## Viața personală
În 1941, Turing a cerut-o în căsătorie pe colega lui de la Hut 8⁠(en)[traduceți], matematiciana și criptanalista Joan Clarke, dar logodna lor a fost de scurtă durată. După ce și-a recunoscut homosexualitatea în fața logodnicei, care ar fi fost „nesurprinsă” de dezvăluire, Turing a hotărât să nu se mai căsătorească.

### Condamnarea pentru indecență
În ianuarie 1952, Turing, care atunci avea 39 de ani, a început o relație cu Arnold Murray, un șomer de 19 ani. Turing îl cunoscuse pe Murray puțin înainte de Crăciun, lângă Cinematograful Regal când se plimba pe Oxford Road⁠(en)[traduceți] din Manchester și l-a invitat la masă. La 23 ianuarie, a avut loc o spargere în casa lui Turing. Murray i-a spus lui Turing că hoțul este o cunoștință de a sa, iar Turing a depus plângere la poliție. În cursul investigației, el a recunoscut relația cu Murray. Homosexualitatea era considerată infracțiune la acea vreme în Regatul Unit, ambii fiind urmăriți penal pentru „fapte indecente” conform secțiunii 11 din Legea de Amendare a Codului Penal din 1885⁠(en)[traduceți].
Convins de sfatul fratelui și avocatului său, Turing a pledat „vinovat”. Cazul, Regina v. Turing și Murray, a fost judecat la 31 martie 1952, când Turing a fost condamnat și a avut de ales între încarcerare și suspendarea pedepsei, condiționată de aplicarea unui tratament hormonal pentru reducerea libidoului. El a acceptat tratamentul cu injecții de stilbestrol⁠(en)[traduceți], un estrogen sintetic; tratamentul a fost continuat timp de un an și l-a făcut pe Turing impotent și i-a cauzat ginecomastie, îndeplinind literalmente predicția lui Turing că „voi ieși din aceasta fără îndoială un alt om, dar nu știu încă cine”. Murray a fost eliberat condiționat.
Condamnarea lui Turing a dus la revocarea permisiunilor sale de securitate și l-au oprit din a continua activitatea de consultanță criptografică pentru Government Communications Headquarters (GCHQ)⁠(en)[traduceți], serviciul de informațîi britanic evoluat din GC&CS în 1946 (deși și-a păstrat postul academic). Nu i s-a mai permis să intre în Statele Unite după condamnarea din 1952, dar i s-a permis să viziteze alte țări europene, deși în unele era considerat factor de risc la adresa securității. La acea vreme, exista în opinia publică o acută anxietate cauzată de zvonurile de racolări homosexuale ale spionilor de către agenți sovietici, din cauza recentei scoateri la iveală a primilor doi membri ai grupului Cambridge Five, Guy Burgess și Donald Maclean⁠(en)[traduceți], ca agenți dubli pentru KGB. Turing nu a fost niciodată acuzat de spionaj, dar împreună cu toți cei care lucraseră la Bletchley Park, i se interzicea prin Legea Secretelor Oficiale⁠(en)[traduceți] să discute activitatea din timpul războiului.

### Moartea
La 8 iunie 1954, menajera l-a găsit mort. O autopsie a stabilit cauza decesului drept otrăvire cu cianură. Când a fost descoperit, lângă patul său se afla un măr mâncat pe jumătate, și deși acesta nu a fost testat pentru prezența cianurii, s-a speculat că acesta a fost modul prin care a fost consumată doza fatală. O anchetă polițienească a stabilit că el s-a sinucis, și a fost incinerat la Crematoriul Woking⁠(en)[traduceți] la 12 iunie 1954. Cenușa lui Turing a fost împrăștiată acolo, la fel ca și a tatălui său.
Biografii Andrew Hodges și David Leavitt⁠(en)[traduceți] au sugerat că Turing ar fi jucat o scenă din filmul din 1937 de Walt Disney Albă ca Zăpada, povestea sa preferată, Leavitt spunând că îi plăcea „în mod deosebit scena în care Vrăjitoarea cea Rea cufunda mărul în otravă”.
Profesorul de filosofie Jack Copeland⁠(en)[traduceți] a pus în discuție diferite aspecte ale verdictului istoric al legistului, sugerând ca explicație alternativă inhalarea accidentală de vapori de cianuri de la un aparat de placare cu aur a lingurilor, care folosea cianură de potasiu pentru dizolvarea aurului, aparat cu care Turing lucra într-o cameră mică. Copeland punctează că rezultatele autopsiei sunt mai degrabă consistente cu inhalarea otrăvii decât cu ingerarea ei. Turing mânca de obicei un măr înainte de culcare, și nu era ceva neobișnuit să-l lase mâncat doar pe jumătate. Pe lângă asta, se știe că Turing își suportase destul de bine problemele legale și tratamentul cu hormoni (care fusese și întrerupt de un an) și nu dăduse semne că ar fi cumva deprimat; el chiar își alcătuise o listă de lucruri de făcut la întoarcerea la lucru după weekend. La acea vreme, mama lui Turing credea că ingerarea fusese accidentală și cauzată de stocarea neatentă a substanțelor chimice de laborator de către fiul ei. Biograful Andrew Hodges⁠(en)[traduceți] sugerează că Turing ar fi aranjat în mod deliberat experimentul cu cianuri, pentru a da mamei sale posibilitatea de a nega.

### Scuzele oficiale și reabilitarea
În august 2009, John Graham-Cumming⁠(d) a pornit o petiție prin care cerea guvernului britanic să-și ceară scuze pentru urmărirea penală a lui Turing pentru homosexualitate. Petiția a primit peste 30.000 de semnături, Prim-ministrul Gordon Brown a recunoscut petiția, și a dat la 10 septembrie 2009 o declarație prin care cerea scuze și descria tratamentul aplicat lui Turing drept „îngrozitor”:
„Mii de oameni s-au adunat să ceară dreptate pentru Alan Turing și recunoașterea felului îngrozitor în care a fost tratat. Deși lui Turing i s-au aplicat legile în vigoare la acea dată și nu putem da timpul înapoi, felul cum a fost tratat a fost, desigur, cu totul nedrept și mă bucur că am ocazia să spun cât de rău îmi pare mie, și nouă tuturor, pentru ce i s-a întâmplat ... Așa că, în numele guvernului britanic, și al tuturor celor care trăiesc liberi datorită muncii lui Alan, spun cu toată mândria: ne pare rău, meritai lucruri mult mai bune.”
În decembrie 2011, William Jones a creat o petiție electronică⁠(d) prin care cerea guvernului britanic să-l grațieze pe Turing pentru condamnarea pentru „fapte indecente”:
„Cerem Guvernului MS să îl grațieze pe Alan Turing pentru condamnarea pentru „fapte indecente”. În 1952, el a fost condamnat pentru „fapte indecente” cu un alt bărbat și a fost obligat să sufere așa-numita „organo-terapie”—castrarea chimică. Doi ani mai târziu, s-a sinucis cu cianură, la doar 41 de ani. Alan Turing a fost împins într-o teribilă disperare și dus la o moarte timpurie de țara pe care făcuse atât de multe să o salveze. Aceasta rămâne o rușine a guvernului britanic și a istoriei britanice. O grațiere poate face ceva pentru a vindeca acest rău. Poate funcționa și ca penitență față de mulți alți homosexuali, nu atât de celebri ca Alan Turing, care au fost supuși acestor legi.”
Petiția a străns peste 37.000 de semnături, dar cererea a fost descurajată de lordul McNally⁠(d), care a emis următoarea opinie din poziția sa de ministru al justiției:
„O grațiere postumă nu a fost considerată adecvată, deoarece Alan Turing a fost condamnat pentru ceea ce la acea dată era o faptă penală. El ar fi știut că fapta lui este împotriva legii și că va fi urmărit penal. Este tragic că Alan Turing a fost condamnat pe o lege care astăzi pare atât crudă cât și absurdă—cu atât mai mult dat fiind contribuția sa remarcabilă la efortul de război. Legea de la acea dată însă impunea urmărirea penală și, ca atare, politica a fost de a accepta că asemenea condamnări au avut loc și, în loc să încercăm să modificăm contextul istoric și să îndreptăm ceea ce nu mai poate fi îndreptat, să ne asigurăm în schimb că nu ne mai întoarcem la acele vremuri.”
John Leech⁠(d), parlamentar de Manchester Withington⁠(d) (2005–15), a depus mai multe proiecte legislative în Parlament și a făcut campanie pe lângă William Jones pentru a obține grațierea. Leech a susținut în Camera Comunelor poziția că contribuția lui Turing la război îl făcea un erou național și că a fost „până la urmă doar ceva penibil” faptul că condamnarea încă mai este valabilă. Leech a continuat să propună legea în Parlament și a făcut campanie mai mulți ani până a fost adoptată.
La 26 iulie 2012, s-a introdus o propunere și în Camera Lorzilor pentru grațierea legală a lui Turing pentru faptele comise conform secțiunii 11 a Legii de Amendare a Codului Penal din 1885, pentru care a fost condamnat la 31 martie 1952. Mai târziu în același an, într-o scrisoare adresată The Daily Telegraph, fizicianul Stephen Hawking și 10 alți semnatari între care astronomul regal⁠(d) lord Rees⁠(d), președintele Royal Society⁠(d) Sir Paul Nurse⁠(d), lady Trumpington⁠(d) (care lucrase pentru Turing în timpul războiului) și lord Sharkey⁠(d) (semnatarul propunerii legislative) au cerut prim-ministrului David Cameron să aprobe cererea de grațiere. Guvernul a arătat că va susține propunerea, și ea a fost adoptată la a treia citire în Camera Lorzilor în octombrie.
Înainte ca legea să poată fi dezbătută în Camera Comunelor, Guvernul a ales să acționeze conform prerogativei regale de grațiere⁠(d). La 24 decembrie 2013, regina Elisabeta a II-a a semnat grațierea imediată pentru condamnarea lui Turing. Când a anunțat grațierea, secretarul pentru justiție Chris Grayling⁠(d) a spus că Turing merita să fie „comemorat și recunoscut pentru fantastica sa contribuție la efortul de război”, nu pentru condamnarea penală ulterioară. Regina l-a grațiat în mod oficial pe Turing în august 2014. Acțiunea reginei este doar a patra grațiere regală acordată după încheierea celui de al Doilea Război Mondial. Cazul este neobișnuit și prin aceea că acestea sunt acordate atunci când persoana este nevinovată, iar cererea a fost făcută de familie sau altă parte interesată.
În septembrie 2016, guvernul a anunțat intenția de a extinde această exonerare retroactivă și pentru alte persoane condamnate pentru fapte similare, printr-o lege denumită „legea Alan Turing⁠(d)”. Această denumire este astăzi un termen popular pentru această prevedere legală din Regatul Unit, inclusă în Legea Poliției și Infracțiunilor din 2017⁠(d), care amnistiază⁠(d) retroactiv pe cei avertizați sau condamnați în conformitate cu legislația istorică ce condamna actele homosexuale. Ea se aplică în Anglia și Țara Galilor.

## Premii, comemorări, recunoaștere și memorie

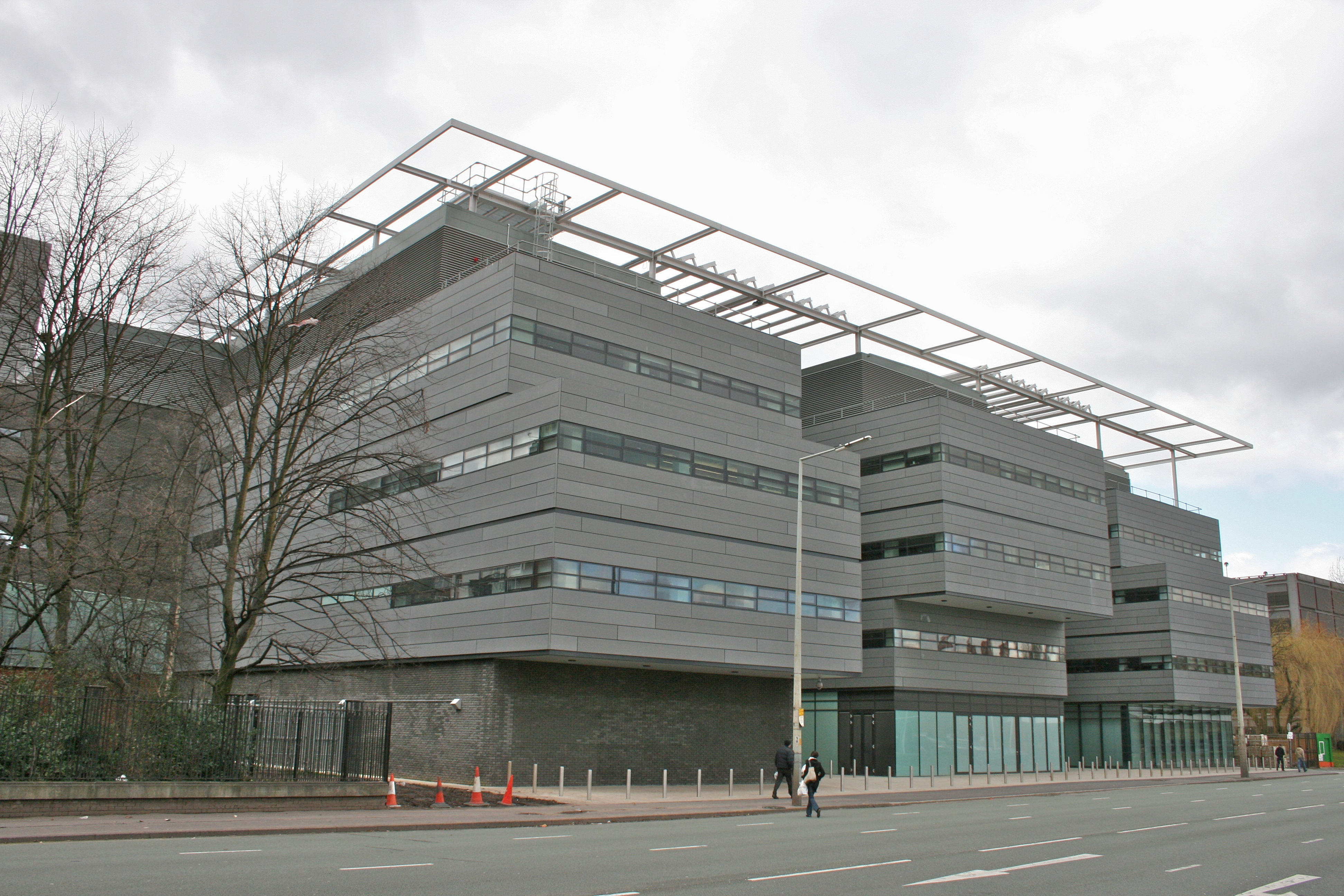
de la Universitatea din Manchester

Turing a fost decorat cu Ordinul Imperiului Britanic în 1946. De asemenea, a fost ales Fellow al Royal Society (FRS) în 1951⁠(d). Concepte denumite în cinstea lui:
- Institutul Alan Turing⁠(d)
- Teza Church-Turing
- Estimarea de frecvență Good–Turing⁠(d)
- Turing-completitudine
- Grad Turing⁠(d)
- combinatorul de punct fix Turing⁠(d)
- Institutul Turing⁠(d)
- Cursul Turing⁠(d)
- Mașina Turing
- Șabloanele Turing⁠(d)
- Reducerea Turing⁠(d)
- Switch-ul Turing⁠(d)
- Testul Turing

### Recunoașterea postumă
Diferite instituții îl comemorează pe Turing denumind după el diferite activități sau spații:
O biografie publicată de Royal Society puțin după moartea lui Turing, în timp ce activitatea sa din timpul războiului era încă supusă Legii Secretelor Oficiale⁠(d), consemna:
„Trei articole remarcabile scrise chiar înainte de război, pe trei subiecte matematice diverse, dovedesc calitatea muncii care ar fi putut fi produsă dacă s-ar fi așezat să lucreze la o mare problemă în acea perioadă critică. Pentru munca sa la Foreign Office a fost decorat cu OBE.”
Din 1966, Premiul Turing se acordă anual de către Association for Computing Machinery pentru contribuții tehnice sau teoretice comunității științei calculatoarelor. Este considerat a fi cea mai mare distincție a lumii informatice, echivalent cu Premiul Nobel.
La 23 iunie 1998, când Turing ar fi împlinit 86 de ani, biograful său, Andrew Hodges⁠(d), a dezvelit o placă albastră⁠(d) oficială a instituției English Heritage⁠(d) la casa în care s-a născut și a copilărit în Warrington Crescent, Londra, ulterior Hotel Colonnade. Pentru a marca a 50-a aniversare a morții lui, s-a dezvelit o placă memorială la 7 iunie 2004 la fosta sa locuință, Hollymeade, în Wilmslow⁠(d), Cheshire.

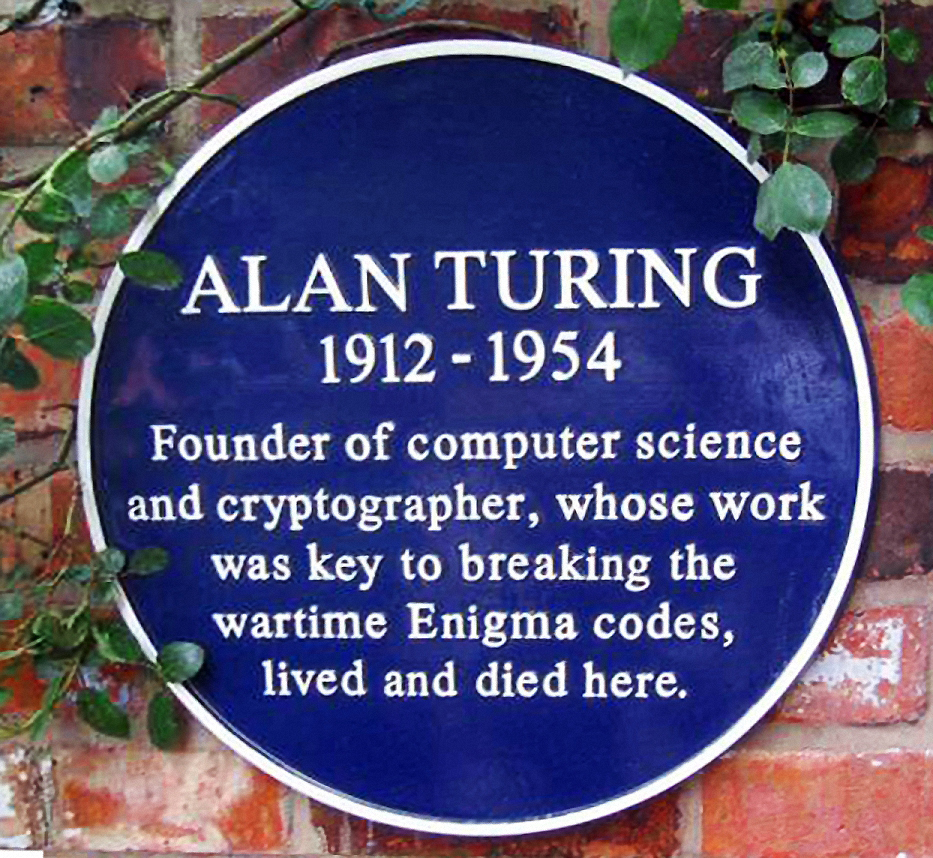
marcând casa lui Turing din, Cheshire

La 13 martie 2000, Sfântul Vicențiu și Grenadinele au emis o serie de timbre poștale care celebrează cele mai mari realizări ale secolului al XX-lea, dintre care una poartă portretul lui Turing pe un fundal de 0 și 1 repetate, descris: „1937: teoria calculului digital a lui Alan Turing”. La 1 aprilie 2003, activitatea lui Turing la Bletchley Park a fost declarată Piatră de Hotar IEEE⁠(d). La 28 octombrie 2004, o statuie de bronz a lui Turing sculptată de John W. Mills⁠(d) a fost dezvelită la Universitatea Surrey⁠(d) din Guildford, marcând a 50-a comemorare a morții lui Turing; ea îl înfățișează ducându-și cărțile prin campus.
Turing a fost unul dintre cei patru matematicieni analizați în documentarul BBC intitulat Dangerous Knowledge („Cunoștințe periculoase”) din 2008. Princeton Alumni Weekly⁠(d) l-a numit pe Turing al doilea cel mai important absolvent din istoria Universității Princeton, după președintele James Madison. O statuie în mărime naturală, cântărind o tonă și jumătate, a fost dezvelită la 19 iunie 2007 la Bletchley Park. Construită din aproximativ o jumătate de milion de bucăți de ardezie galeză, a fost sculptată de Stephen Kettle⁠(d), la comanda miliardarului american Sidney Frank⁠(d).
Turing a fost cinstit în diferite feluri și în Manchester, orașul unde a lucrat spre sfârșitul vieții. În 1994, o porțiune din șoseaua A6010⁠(d) (inelul intermediar al orașului Manchester) a fost denumită „Calea Alan Turing”. Un pod de pe această porțiune a fost lărgit, și se numește Podul Alan Turing. O statuie a lui Turing⁠(d) a fost dezvelită la Manchester la 23 iunie 2001 în Whitworth Gardens⁠(d), între clădirea Universității din Manchester din Whitworth Street și Canal Street. Statuia îl prezintă pe „părintele informaticii” așezat pe o bancă într-o poziție centrală în parc, ținând în mână un măr. Banca din bronz este inscripționată în relief cu textul „Alan Mathison Turing 1912–1954”, și motto-ul „Fondatorul informaticii” așa cum ar apărea dacă ar fi codificat de o mașină Enigma: „IEKYF ROMSI ADXUO KVKZC GUBJ”.

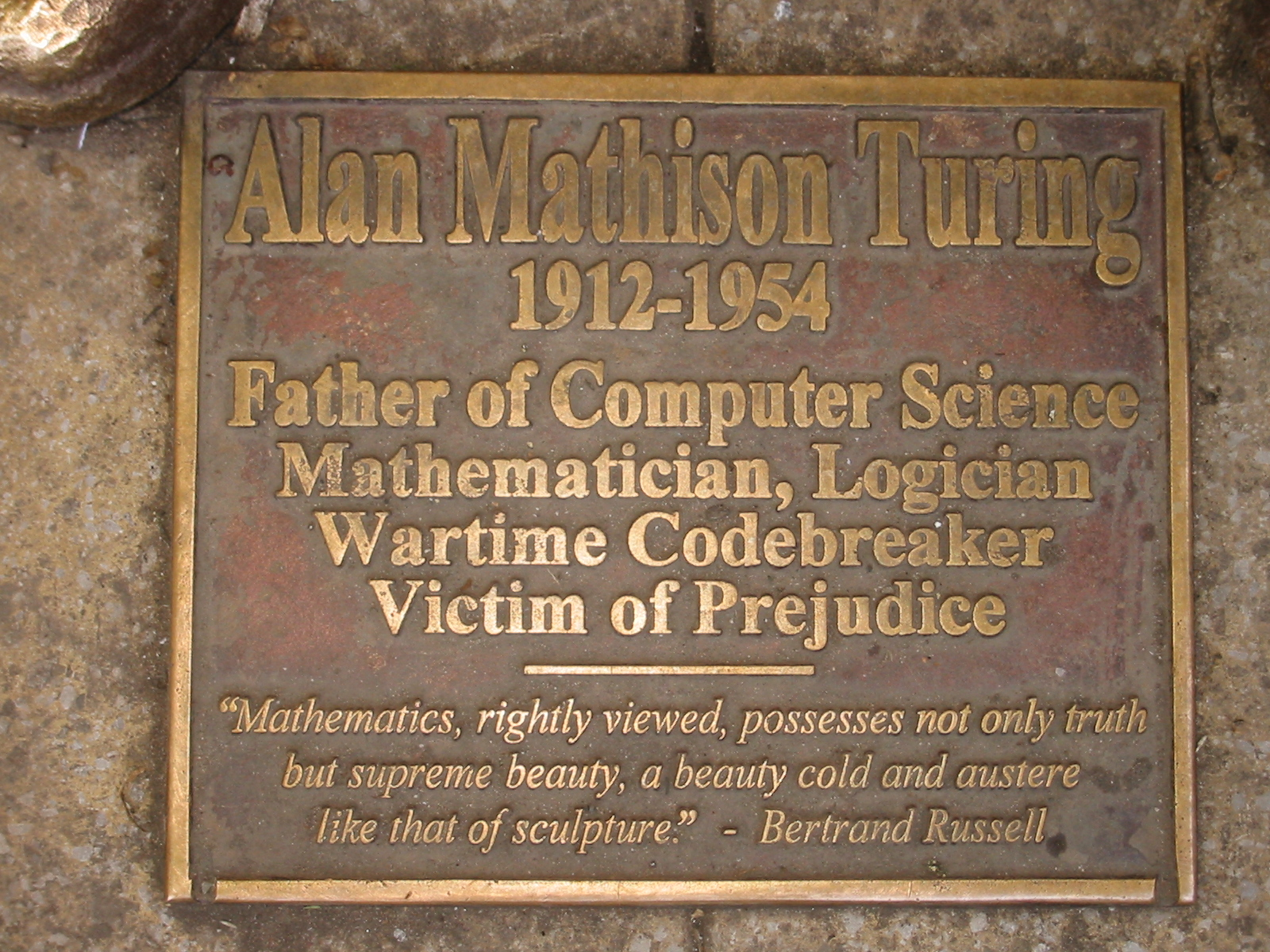
Placă memorială de la statuia lui Turing din Sackville Park, Manchester

Pe o placă aflată la picioarele statuii scrie „Părintele informaticii, matematician, logician, criptanalist în război, victimă a prejudecăților”. Este și un citat din Bertrand Russell: „Matematica, privită corect, posedă nu numai adevărul, ci și frumusețea supremă—o frumusețe rece și austeră, ca cea a sculpturii.” Sculptorul și-a îngropat propriul calculator Amstrad⁠(d) sub piedestal ca omagiu adus „nașului tuturor calculatoarelor moderne”.
În 1999, revista Time l-a inclus pe Turing în seria de 100 cei mai importanți oameni ai secolului al XX-lea afirmând: „rămâne faptul că oricine bate la o tastatură, deschide o foaie de calcul sau un program de prelucrare de text, lucrează pe un exemplar de mașină Turing.”
În 2002, Turing a fost clasat pe locul al douăzeci și unulea în sondaju BBC 100 Greatest Britons după un vot în Regatul Unit. În 2006, scriitorul și matematicianul britanic Ioan James⁠(d) l-a ales pe Turing între cei douăzeci care apar în cartea sa despre figuri istorice celebre care ar fi putut avea unele trăsături ale sindromului Asperger. În 2010, actorul și dramaturgul Jade Esteban Estrada⁠(d) l-a avut pe Turing ca personaj în musicalul solo, ICONS: The Lesbian and Gay History of the World, Vol. 4. În 2011, în seria „My hero” a ziarului The Guardian, scriitorul Alan Garner⁠(d) l-a ales pe Turing drept eroul lui și a relatat cum l-a întâlnit când făcea jogging pe la începutul anilor 1950. Garner își amintea că Turing era „amuzant și isteț” și povestea că „stătea[u] de vorbă fără încetare”. În 2006, Turing a fost numit, cu resurse online, LGBT History Month Icon, și la evenimentul Pride din Boston, Turing a fost numit Honorary Grand Marshal.

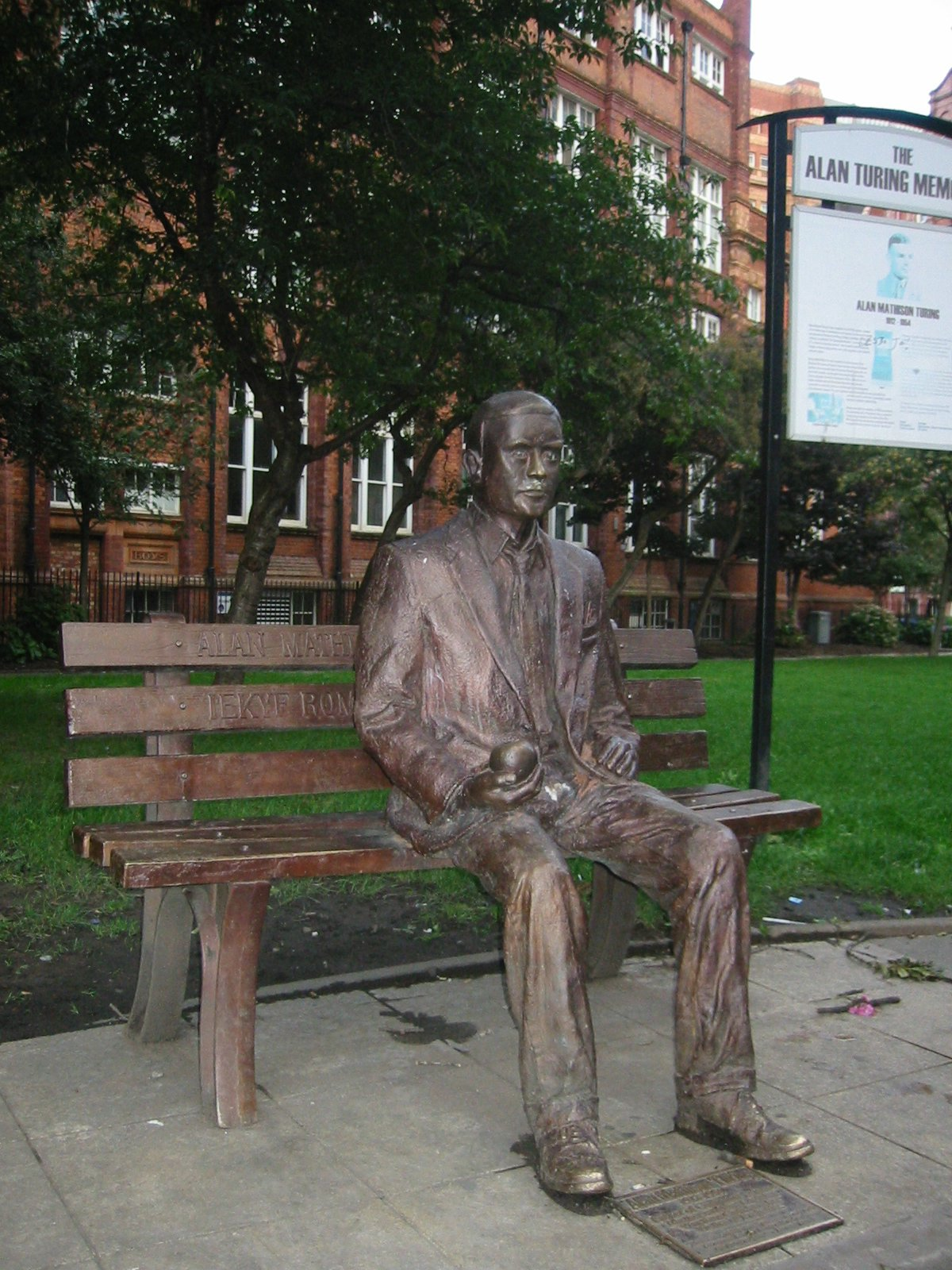
Statuia memorială a lui Turing din, Manchester

Logoul companiei Apple Inc. este adesea descris eronat ca omagiu adus lui Turing, mușcătura din măr fiind interpretată ca referire la moartea lui. Atât designerul logoului cât și compania neagă că ar fi avut această intenție. Stephen Fry își amintea că l-a întrebat pe Steve Jobs dacă designul a fost intenționat, și a spus că Jobs i-a răspuns: „Vai, am vrea noi să fi fost”. În februarie 2011, documentele lui Turing din al Doilea Război Mondial au fost cumpărate în numele statului britanic în urma unei licitații târzii de către National Heritage Memorial Fund⁠(d), ca urmare ele putând rămâne la Bletchley Park.
În 2012, Turing a fost inclus în Legacy Walk⁠(d), o expoziție publică exterioară care celebrează istoria și oamenii comunității LGBT.
Cântecul „Alan et la Pomme, scris de cantautorul francofon Salvatore Adamo, este un omagiu adus lui Turing. Viața și activitatea lui Turing au fost prezentate și într-un program BBC pentru copii despre oameni de știință celebri, Absolute Genius with Dick and Dom⁠(d), difuzat în premieră la 12 martie 2014.
La 17 mai 2014, prima operă de artă publică care îl reprezintă pe Turing drept gay a fost comandată la Bletchley, aproape de Bletchley Park unde a lucrat în timpul războiului, pentru a marca Ziua Internațională împotriva Homofobiei și Transfobiei.
Sculptura a fost dezvelită într-o ceremonie ținută de ziua de naștere a lui Turing, 23 iunie 2014, și este plasată pe circulata arteră Watling Street, vechiul drum principal spre Londra, pe unde Turing însuși ar fi trecut de multe ori. La 22 octombrie 2014, Turing a fost introdus în NSA Hall of Honor⁠(d).

### Celebrarea centenarului

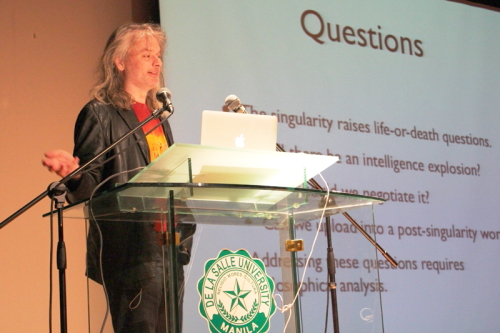
pe scenă pentru o conferință din cadrul Anului Alan Turing în, Manila, 27 martie 2012

Pentru a marca a 100-a aniversare a nașterii lui Turing, Comitetul Consultativ al Centenarului Turing (TCAC) a coordonat Anul Alan Turing⁠(d), un program de evenimente întinse pe un n de zile în care s-au celebrat viața și realizările lui Turing. TCAC, cu S. Barry Cooper⁠(d) ca președinte și cu nepotul lui Turing, Sir John Dermot Turing, ca președinte de onoare, a lucrat cu profesori de la Universitatea din Manchester și cu o gamă largă de persoane de la Universitatea Cambridge și de la Bletchley Park.
La 23 iunie 2012, Google a pus pe prima pagină un doodle prin care vizitatorii site-ului puteau schimba instrucțiunile unei mașini Turing, astfel ca atunci când rulează, simbolurile de pe bandă să se potrivească cu o secvență dată, reprezentând textul „Google” în cod Baudot-Murray⁠(d).
Bletchley Park Trust a colaborat cu Winning Moves⁠(d) pentru a publica o ediție Alan Turing a jocului de societate Monopoly. Pătratele și cartonașele jocului au fost schimbate pentru a spune povestea vieții lui Turing, de la locurile natale din Maida Vale până la Hut 8 de la Bletchley Park. Jocul cuprinde și o replică a unei table originale desenate de mână, creată de William Newman⁠(d), fiul mentorului lui Turing, Max Newman⁠(d), cu care Turing juca în anii 1950.
În Filipine, Departamentul de Filosofie⁠(d) al Universității De La Salle⁠(d) din Manila a găzduit Turing 2012, o conferință internațională de filosofie, inteligență artificială și științe cognitive în 27 și 28 martie 2012 cu ocazia centenarului nașterii lui Turing. Madurai, India a organizat un program la care au participat 6000 de studenți.

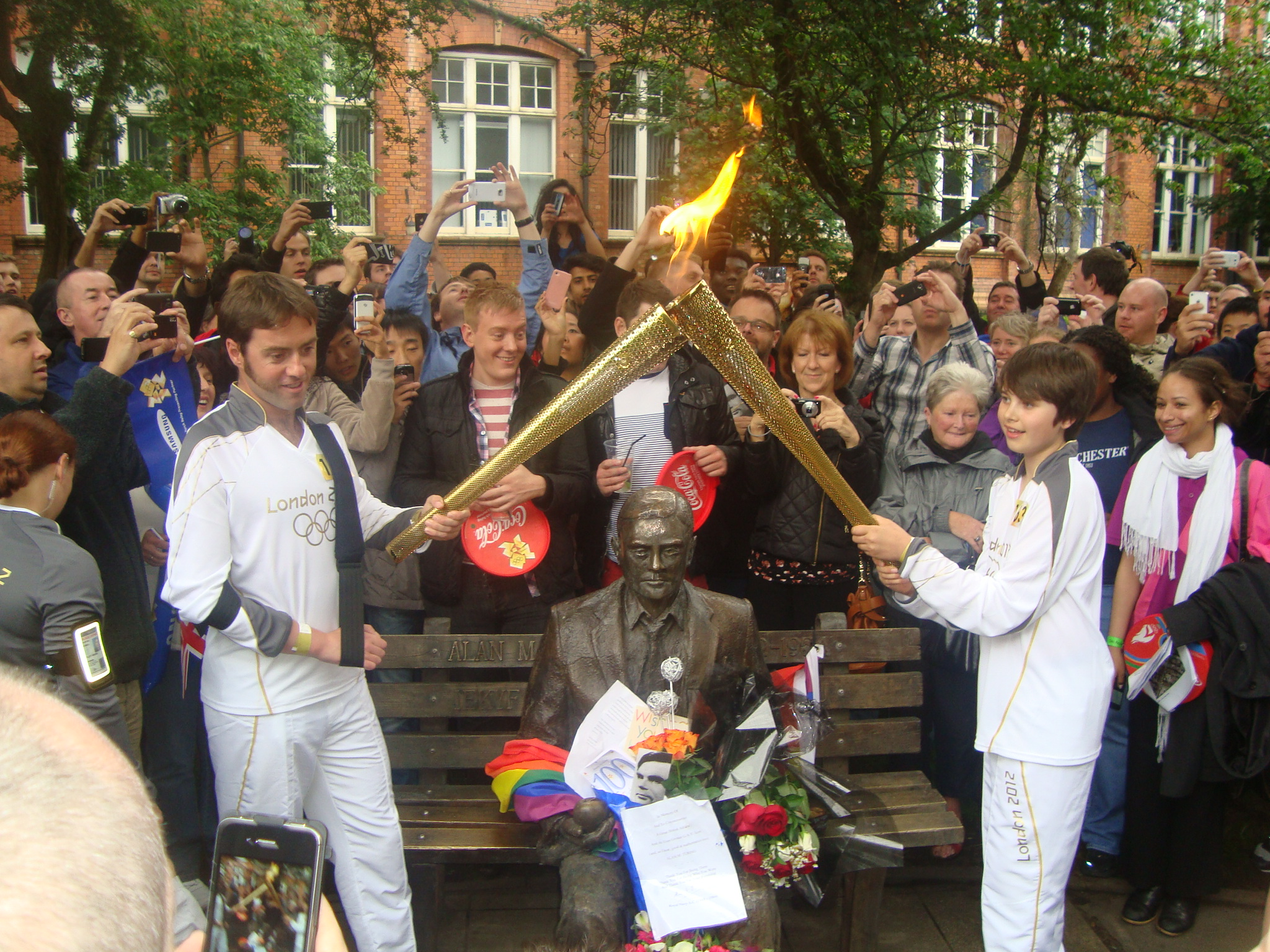
pentru ediția Londra 2012 a fost transferată în fața statuii lui Turing din Manchester la 100 de ani de la nașterea lui.

La Manchester s-a ținut o conferință de trei zile în iunie, Conferința Centenară Alan Turing⁠(d), la San Francisco una de două zile organizată de ACM, și la Cambridge s-a ținut o recepție aniversară și o Conferință Centenară la King's College⁠(d), și la Universitatea din Cambridge, ultima organizată de asociația Computability in Europe⁠(d).
Muzeul de Știință din Londra⁠(d) a lansat o expoziție gratuită dedicată vieții și realizărilor lui Turing în iunie 2012, până în iulie 2013. În februarie 2012, Royal Mail⁠(d) a emis un timbru cu Turing ca parte a seriei „Britanici deosebiți”. Flacăra olimpică⁠(d) pentru ediția Londra 2012 a trecut prin fața statuii lui Turing din Whitworth Gardens⁠(d), Manchester, în seara zilei de 23 iunie 2012, aniversarea a 100 de ani de la naștere.
La 22 iunie 2012, Consiliul Local Manchester⁠(d), în parteneriat cu Lesbian and Gay Foundation⁠(d), a lansat Premiul Memorial Alan Turing, cu care vor fi distinse persoane sau grupuri care aduc o contribuție importantă luptei împotriva homofobiei în Manchester.
La Universitatea din Oxford, un nou curs de informatică și filosofie a fost organizat de centenarul nașterii lui Turing.
Printre evenimentele ce l-au precedat s-au numărat o celebrare a vieții și realizărilor lui Turing la Universitatea din Manchester, aranjată de British Logic Colloquium și de British Society for the History of Mathematics⁠(d) la 5 iunie 2004.

### Ilustrarea în teatru

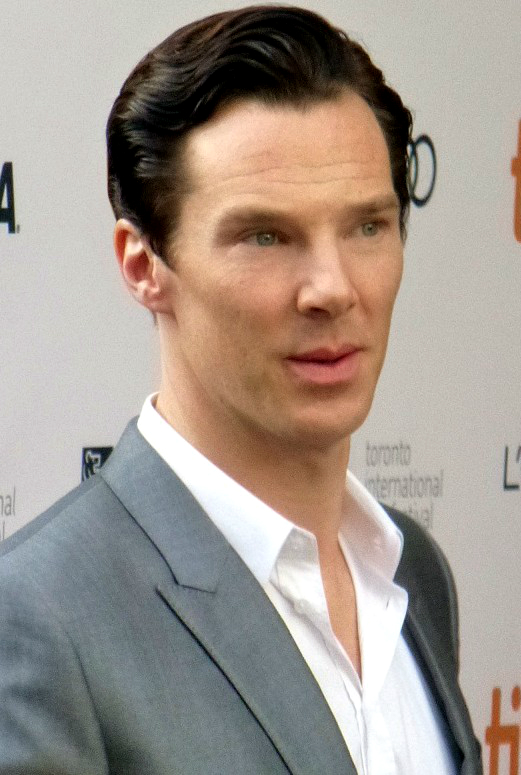
Benedict Cumberbatch a jucat rolul lui Turing în filmul din 2014 The Imitation Game

- Breaking the Code⁠(d) este o piesă de teatru din 1986 de Hugh Whitemore⁠(d) despre Turing. Ea s-a jucat în London's West End începând cu noiembrie 1986 și pe Broadway din 15 noiembrie 1987 până în 10 aprilie 1988. A fost în 1996 și o producție de televiziune a BBC (difuzată în SUA de PBS). În toate cele trei, rolul lui Turing a fost jucat de Derek Jacobi. Producția de pe Broadway a fost nominalizată pentru trei Premii Tony, inclusiv pentru cel mai bun actor într-o piesă de teatru, cel mai bun actor într-un rol principal într-o piesă de teatru și cea mai bună regie a unei piese de teatru; precum și pentru două Premii Drama Desk, pentru cel mai bun actor și cel mai bun actor într-un rol principal. Turing a fost jucat din nou de Jacobi în adaptarea de televiziune din 1996⁠(d) a piesei Breaking the Code.[226]
- În 2012, în cinstea Centenarului Turing, American Lyric Theater⁠(d) a comandat o operă care să exploreze viața și moartea lui Turing de compozitorul Justine F. Chen și libretistul David Simpatico.[227] Intitulată The Life and Death(s) of Alan Turing, opera este o fantezie istorică despre viața lui Turing. În noiembrie 2014, opera și mai multe lucrări artistice inspirate de viața lui Turing au apărut în Studio 360⁠(d).[228] Opera a fost jucată în premieră în ianuarie 2017.[229]

### Ilustrarea în literatură
- În Neuromancer de William Gibson, poliția Turing are jurisdicție asupra inteligențelor artificiale. (1984)[230]
- Turing apare în romanul Cryptonomicon⁠(d) (1999) de Neal Stephenson.[231]
- Romanul A Madman Dreams of Turing Machines⁠(d) din 2006 pune în contrast relatări ficționalizate ale vieților și ideilor lui Turing și Kurt Gödel.[232]
- Romanul Speak⁠(d) de Louisa Hall⁠(d) din 2015 include o serie de scrisori fictive ale lui Turing către mama celui mai bun prieten al lui, scrise de-a lungul întregii vieți, detaliind cercetările sale despre inteligența artificială.[233][234]
- În seria de romane de benzi desenate Über⁠(d), în care o versiune ficționalizată a celui de al Doilea Război Mondial se desfășoară cu soldați supraumani denumiți „Tank-Men”, Turing este unul dintre cercetători și un Tank-Man el însuși.[235]

### Ilustrarea în muzică
- Duoul de muzică electronică Matmos⁠(d) a lansat un EP intitulat For Alan Turing în 2006, bazat pe materiale comandate de dr. Robert Osserman și David Elsenbud de la Simons Laufer Mathematical Sciences Institute⁠(d).[236] Într-una din piese, apare și sunetul produs de o Mașină Enigma originală.[237]
- În 2012, grupul spaniol Hidrogenesse⁠(d) i-a dedicat LP-ul Un dígito binario dudoso. Recital para Alan Turing (O cifră binară dubioasă. Concert pentru Alan Turing).[238]
- O lucrare muzicală inspirată de viața lui Turing, scrisă de Neil Tennant și Chris Lowe⁠(d) de la Pet Shop Boys, intitulată A Man from the Future, a fost anunțată spre finalul lui 2013.[239] Ea a fost interpretată de Pet Shop Boys și Juliet Stevenson⁠(d) (narator), BBC Singers, BBC Concert Orchestra, dirijată de Dominic Wheeler la BBC Proms⁠(d) în Royal Albert Hall la 23 iulie 2014.[240]
- Codebreaker este titlul unei piese corale a compozitorului James McCarthy. Ea cuprinde texte ale poeților Wilfred Owen⁠(d), Sara Teasdale⁠(d), Walt Whitman, Oscar Wilde și Robert Burns utilizate pentru a ilustra diferite aspecte ale vieții lui Turing. A avut premiera la 26 aprilie 2014 la Barbican Centre din Londra, unde a fost interpretată de Corul Hertfordshire⁠(d), care a comandat lucrarea, în frunte cu David Temple⁠(d) ca sopran solo și cu Naomi Harvey ca vocea mamei lui Turing.[241][242]

### Ilustrarea în filme
- Drama istorică The Imitation Game, regizată de Morten Tyldum⁠(d), cu Benedict Cumberbatch în rolul lui Turing și cu Keira Knightley în cel al lui Joan Clarke, a fost lansat în Regatul Unit la 14 noiembrie 2014 și în cinematografele din SUA la 28 noiembrie 2014. Este un film despre decriptarea de către Turing a codurilor Enigma împreună cu alți criptanaliști la Bletchley Park.[243][244][245][246]
- Codebreaker⁠(d), cu titlul originar britanic Britain's Greatest Codebreaker, este un film de televiziune difuzat la 21 noiembrie 2011 de Channel 4⁠(d) despre viața lui Turing. A fost lansat limitat în SUA începând cu 17 octombrie 2012. Povestea este spusă sub forma unei discuții între Turing și psihiatrul său dr. Franz Greenbaum. Povestea se bazează pe jurnalele ținute de Greenbaum și de alții care au studiat viața lui Turing și pe cea a unor colegi ai săi.[247]